# Cahuzac (Lot-et-Garonne)
Cahuzac település Franciaországban, Lot-et-Garonne megyében. Lakosainak száma 310 fő (2022. január 1.). Cahuzac Plaisance, Castillonnès, Douzains, Lalandusse és Saint-Quentin-du-Dropt községekkel határos.

## Népesség
A település népességének változása:
| Lakosok száma | 283  | 219  | 253  | 286  | 292  | 301  | 307  | 309  | 310  | 310  |
|               | 1968 | 1982 | 1990 | 2006 | 2013 | 2015 | 2017 | 2019 | 2020 | 2022 |